# Vincent Castellanos
Vincent Castellanos (7 agosto 1961) è un attore statunitense.

## Filmografia

### Cinema
- Il corvo 2 - La città degli angeli, regia di Tim Pope (1996)
- Anaconda, regia di Luis Llosa (1997)
- L'ultimo sceriffo, regia di Mike Kirton (1999)
- Un poliziotto a 4 zampe 2, regia di Charles T. Kanganis (1999)
- Indiziato di omicidio, regia di Jeff Celentano (2000)
- Lost in the Point Hotel Pershing, regia di Julia Jay Pierrepont III (2000)
- Stanza 101, regia di Mark Sheppard (2001)
- Amy's O - Finalmente l'amore, regia di Julie Davis (2001)
- Mulholland Drive, regia di David Lynch (2001)
- King Rikki, regia di James Gavin Bedford (2002)
- Il maestro cambiafaccia, regia di Perry Andelin Blake (2002)
- Fascination, regia di Klaus Menzel (2004)

### Televisione
- On Seventh Avenue, regia di Jeff Bleckner (1996) - film TV
- The Player (1997) - film TV
- I discepoli (2000) - film TV
- Twin Peaks – serie TV, 1 episodio (2017)